# RS-456
Pour les articles homonymes, voir Route 456.
La RS 456 est une route locale du Nord-Ouest de l'État du Rio Grande do Sul reliant la municipalité de Pinhal da Serra, sur le rio Pelotas, un des bras formateur du río Uruguay, à la limite avec l'État de Santa Catarina, à celle de Muitos Capões, à l'embranchement avec la BR-285. Elle dessert les communes de Pinhal da Serra, Esmeralda et Muitos Capões, et est longue de 62 km.